# ユーロビジョン歌合戦 〜ファイア・サーガ物語〜
『ユーロビジョン歌合戦 〜ファイア・サーガ物語〜』（ユーロビジョンうたがっせん ファイアサーガものがたり、Eurovision Song Contest: The Story of Fire Saga）は2020年に配信されたアメリカ合衆国のコメディ映画。監督はデヴィッド・ドブキン、出演はウィル・フェレルとレイチェル・マクアダムスなど。

## ストーリー
アイスランドの漁村に住む、ラースは若い頃から歌手になることを夢見てきたが、その夢は周囲から理解されず、父親との仲違いの原因にすらなっていた。そんなある日、ラースが率いるバンド、ファイア・サーガがユーロビジョン・ソング・コンテストのアイスランド代表に選出された。ラースは夢を叶える最後のチャンスがやって来たと喜び、長年の相棒、シグリットと共に会場へと乗り込んだ。
しかし、ロシア代表のレムトヴにシグリットを奪われ、ラースは大会に出場することをあきらめ、アイスランドの地元に戻る。

## キャスト
※括弧内は日本語吹替。
- ラース・エリックスソン: ウィル・フェレル（遠藤純一）
- シグリット・エリックス: レイチェル・マクアダムス（佐古真弓）
- エリック・エリックスソン: ピアース・ブロスナン（田中秀幸）
- アレクサンダー・レムトヴ: ダン・スティーヴンス（檜山修之）
- ミタ・クセナキス: メリッサンティ・マハウト（阿部彬名）
- ヴィクトール・カールスソン: ミカエル・パーシュブラント（木下浩之）
- カティアナ: デミ・ロヴァート
- グラハム・ノートン（英語版）: 本人 - ユーロビジョンのコメンテーター。
- ニルス・ブロンガス: オラフル・ダッリ・オラフソン（中村大志）
- アルナル: ビョルン・フリーヌル・ハラルドソン（英語版） - 警官。
- 女性2: ニーナ・ドッグ・フィリップスドッティル（英語版）
- ヨハンス: ヨハネス・ヘイクル・ヨハネソン（英語版）

## 製作
2018年6月19日、ウィル・フェレルが本作に出演することになったとの報道があった。2019年3月、デヴィッド・ドブキンが監督に起用された。5月、レイチェル・マクアダムスの出演が決まった。8月、ピアース・ブロスナン、ダン・スティーヴンス、デミ・ロヴァートがキャスト入りした。
なお、製作陣はアイスランドでの撮影が火山活動によってストップするのではないかと懸念していたが、幸いにも、そのような事態は起こらなかった。

## 音楽・マーケティング
2020年5月15日、ウィル・フェレルとモリー・サンデーン（My Marianne名義）が歌う劇中歌「Volcano Man」が先行リリースされた。6月11日、本作のオフィシャル・トレイラーが公開された。26日、本作のサウンドトラックが発売された。

## 評価
本作に対する批評家からの評価は平凡なものに留まっている。映画批評集積サイトのRotten Tomatoesには63件のレビューがあり、批評家支持率は57%、平均点は10点満点で5.54点となっている。サイト側による批評家の見解の要約は「『ユーロビジョン歌合戦 〜ファイア・サーガ物語〜』は興味深い題材を扱っており、大声を出して笑ってしまうシーンも確かにある。しかし、上映時間が長すぎて間延びしており、そのせいで折角の魅力が損なわれている。」となっている。また、Metacriticには27件のレビューがあり、加重平均値は47/100となっている。
映画評論家の長谷川町蔵は本作について、『映画秘宝』2021年3月号において「ウィル・フェレルの過去十年の主演作の中で最高の出来」と評した。